# Long Gutiérrez
Long Yuan Miguel Gutiérrez Feng (né le 23 février 1995 à Mexico) est un nageur mexicano-américain qui concourt pour le Mexique.
Son club est le California Golden Bears, à Berkeley. Sa famille s'est installée à Salt Lake City alors qu'il avait 3 ans.
Il détient des records du Mexique notamment en papillon et en relais.